# Hutunsaari (ö i Södra Savolax)
Hutunsaari är en ö i Finland. Den ligger i sjön Pihlajavesi och i kommunen Nyslott i  landskapet Södra Savolax, i den sydöstra delen av landet, 290 km nordost om huvudstaden Helsingfors. Öns area är 2,3 hektar och dess största längd är 200 meter i nord-sydlig riktning.